# Фернанд (тропічний шторм, 2019)
Тропічний шторм Фернанд ( англ. Tropical Storm Fernand) — Шоста названа буря сезону ураганів Атлантичного океану 2019 року Фернан розвинулася із широкої області низького тиску, яка отворилась 31 серпня у південно-східній затоці Мексики. Циклон швидко перетворився на тропічний шторм Фернанд через шість годин після утворення і досяг свого піку вітрів 50 миль / год (85 км / год) на початку 4 вересня. Однак близькість циклону до мексиканського узбережжя перешкодили подальшому розвитку, і Фернан дещо ослаб перед тим, як здійснити вихід на північний схід Мексики. 
Був короткотривалою тропічною бурею, яка спричинила сильні повені на півночі Мексики на початку вересня 2019 року.

## Зона впливу

### Мексика
Фернанд приніс сильні дощі на більшій частині північно-східної Мексики, включаючи штати Коауїла, Нуево-Леон, Тамауліпас, Сан Луїс-Потосі. У деяких районах Нуево-Леона випало піврічна норма опадів всього за шість годин, внаслідок чого річки вишли з берегів, були затоплені  дороги, будинки. Школи та лінії громадського транспорту були закриті до 5 вересня, і понад 400 шкіл зазнали збитків внаслідок наслідків бурі.  У муніципалітеті Гарсія чоловік  з Венесуели загинув після того, як його змило водою під час спроби очищення каналізації; врятувались  двоє, які були з ним у той час..
У Монтерреї водій таксі був змушений покинути свій транспортний засіб після того, як він затонув. Чоловіка в Монтеррей, якого захопили води  річки Санта-Катаріна, врятували працівники цивільного захисту та не зазнали великих поранень, в той час як інший чоловік та його собака, які намагалися проїхати через річку в Ла-Хустеці, також потребували порятунку після того, як потрапили в сильна течія.
Загальний збитки в Нуево-Леоні оцінюється в 4 мільярди MXN (213 мільйонів доларів США).

### Техас
Хоча центр шторму залишався над північно-східною Мексикою,  зливи шторму принесли в' опади на частини постраждалих від посухив' в Техасі. У кількох місцях штату було зареєстровано загальну кількість опадів (30,48 мм) або більше, досягаючи 93,98 мм у місті Порт-Ісабель..